# Мала Слобідка (Подільський район)
Мала́ Слобі́дка (до 01.02.1945 — Слободзея) — село Слобідської селищної громади у Подільському районі Одеської області, Україна.

## Історія
Сліди перебування людини на цій території, за даними розкопок, що проводилися на території урочища Олександрівка, відносяться до раннього Трипілля. Поселення було розташоване поблизу джерел чудної питної води. На території села є чудові природні джерела, які називаються ізворами або шипотами. У І тисячолітті до нашої ери в Подністров'ї з'являються племена кімерійців. Пізніше, приблизно в кінці VI на початку IV століття до нашої ери, з'явилися тут скіфи, а ще пізніше, з II століття до нашої ери — сармати, які були кочівниками-скотарями. Поряд з кочівниками-скотарями, власне скіфами і сарматами, жили землеробські племена, що займалися частково мисливством і рибальством. Ці племена, як показують дослідження радянських вчених, були безпосередніми предками східних слов'ян.
Сучасна Мала Слобідка розташована по обидва береги притоки Дністра, річки Рибниці, сама назва якої вказує, що колись ця річка була дуже рибна. Та й не дивно. Дві тисячі років тому, коли землеробство велось тільки на рівнинах, а схили не розорювались, річки були багатоводними і рибними. На території Малої Слобідки жили в той час українці втікачі з північних областей від кріпосників — панів та їх сваволі. Слободи, засновані втікачами, носили назви перших поселенців, що тут жили. Тому, село Мала Слобідка у XVIII столітті була відома під назвою Слобода Бєлінського.
В 1782 році одержано дозвіл на будівництво церкви, яку закінчують будувати в 1787 році. Церква була побудована з дерева, для чого було виділено ділянку лісу. В XIX столітті в документах Слобода Бєлінського починає іменуватися Слободзеєю. В 1887 році в селі Слободзея налічується 560 душ населення. Населення збільшується за рахунок заселення поміщицької землі поміщика Комара шляхтою, орендарями-чиншовиками з інших населених пунктів. Частина села, заселено орендарями—чиншовиками і досі носить назву «шляхетчина». Населення Слободзеї в основному займається сільським господарством. Сіяли пшеницю, ячмінь, просо, гречку, кукурудзу. Садків мало. З давніх — давен тут розвивалось ткацтво, але виключно для своїх домашніх потреб. Майже кожне господарство мало власний ткацький верстат і інший необхідний для цього інвентар. Виробляли килими, рядна, ткали полотно, виробляли рушники. На весіллях і зараз вживають рушники свого домашнього виробництва.
В 1884 році була закінчена нова кам'яна церква. Вона побудована у візантійському стилі і являє собою архітектурну пам'ятку церковного будівництва.
Під час організованого радянською владою Голодомору 1932—1933 років померло щонайменше 42 жителі села.
12 вересня 1967 року села Тимкове і Мала Слобідка Тимківської сільради об'єднані в один населений пункт — село Тимкове.
В 1968 році розпочато будівництво нової двоповерхової школи на 350 учнів, яку закінчили у 1970 році. В 1969 році колгосп роз'єднався, і в селі Мала Слобідка був утворений колгосп «Україна». Після роз'єднання, було збудовано нові тваринницькі приміщення, у яких розміщувалося близько 2500 голів худоби, Будинок культури, їдальні на фермах і тракторних бригадах, прокладені дороги з твердим покриттям, парк, меморіал, автопарк, магазин, тракторний стан, машинний двір.
23 січня 1975 року виконком Одеської облради виділив північну частину села Тимкове Тимківської сільради в окремий населений пункт, поновив йому найменування — село Мала Слобідка і передав село в підпорядкування Слобідській селищній Раді.
1980-ті роки стали періодом розквіту села. Побудовано 15 будинків для молодих сімей. В центрі села висаджені декоративні дерева, впорядковано центр села. В 1992 році була утворена Малослобідська сільська рада. В 1995 році колгосп «Україна» було реорганізовано в КСП «Україна», а в 2000 році на базі КСП створені товариства. У січні 2007 році діяльність товариств припинено, утворені фермерські господарства «Кодимський оріон», «Слободзея».
До 2020 року орган місцевого самоврядування — Малослобідська сільська рада.

## Населення
Згідно з переписом УРСР 1989 року чисельність наявного населення села становила 576 осіб, з яких 237 чоловіків та 339 жінок.
За переписом населення України 2001 року в селі мешкало 578 осіб.

### Мова
Розподіл населення за рідною мовою за даними перепису 2001 року:
| Мова       | Відсоток |
| ---------- | -------- |
| українська | 92,60 %  |
| молдовська | 4,48 %   |
| російська  | 2,93 %   |